# Tony Pastor
Antonio Pastor (Brooklyn, 28 de maio de 1837 – Elmhurst, 26 de agosto de 1908) foi um artista estadunidense que tornou-se um dos pioneiros do gênero vaudeville em seu país. Apresentador de variedades, produtor teatral e dono de teatro, destacou-se na segunda metade do século XIX. Em seus entretenimentos, predominava uma mistura quase jingoística de patriotismo com um forte apelo para atrair uma audiência de gênero misto, o que foi algo revolucionário para um tempo em que o mais comum eram apresentações destinadas ao público masculino.

## Biografia
Nascido no estado de Nova Iorque, Tony iniciou bem cedo sua carreira no show business, cantando no Barnum's American Museum de P.T. Barnum. Durante os anos seguintes, trabalhou nos minstrel shows, no circo e como cantor cômico em concertos de variedades. Tornou-se um compositor bastante popular durante uma temporada de quatro anos no American Music Hall, um teatro de variedades localizado na Broadway, na região atualmente conhecida como SoHo. Pastor publicou "songsters", livros contendo letras suas que eram cantadas em músicas populares. As músicas não tinham qualquer notação, e assumiam que a audiência tivesse conhecimento geral de canções populares. Os temas de sua música poderiam chocar a audiência moderna, mas tinham um propósito mais humorístico do que revolucionário.
Apesar de ser muito popular entre a plateia masculina, Pastor sabia que poderia vender o dobro de entradas se atraísse também a audiência feminina, e começou a produzir shows de variedades, apresentando uma tarde de diversão mais amena, como alternativa para as apresentações barulhentas do tempo e mais apropriada para as famílias de classe média. Em 1865, Pastor abriu a Tony Pastor's Opera House em sociedade com Sam Sharpley, apresentador de minstrel shows, e depois assumiu o controle total do negócio. No mesmo ano, organizou turnês de ministréis que se apresentavam pelo país anualmente, entre abril e outubro. Com espetáculos voltados também aos públicos feminino e infantil, em complemento à tradicional audiência masculina, seu teatro e suas companhias rapidamente tornaram-se populares entre a classe média e logo passaram a ser imitados.
Pastor mudou a localização de sua companhia em 1874 e 1881. Também o tipo de apresentação variou entre operettas e show de variedade para as famílias, criando o que ficou conhecido como vaudeville. Entre seus artistas de destaque, estiveram Ben Harney (criador do "ragtime"), e também Lillian Russell, May Irwin e George M. Cohan.
Tony Pastor morreu no Queens, aos 71 anos, e foi sepultado no cemitério de Evergreens, no Brooklyn.